# 弈心
弈心是一个五子棋软件。它是目前棋力最强的五子棋人工智能之一。2012年至2018年Gomocup冠军，截止2018年，位居Gomocup等级分列表首位。
2016年5月，弈心与俄罗斯冠军迪米特雷·埃皮凡诺夫进行了8番棋比赛，结果是2胜2和4负，总比分为3:5。
2017年7月，弈心以3:1战胜台湾连珠名人林书玄。同月，弈心以2:0比分战胜世界冠军Rudolf Dupszki——这是五子棋人工智能首次战胜人类世界冠军。
2018年4月，弈心与中国棋手，前连珠世界冠军祁观进行了5番棋比赛，以1胜3和1负的成绩，总比分为2.5:2.5的成绩战平。